# Buffalo Boots

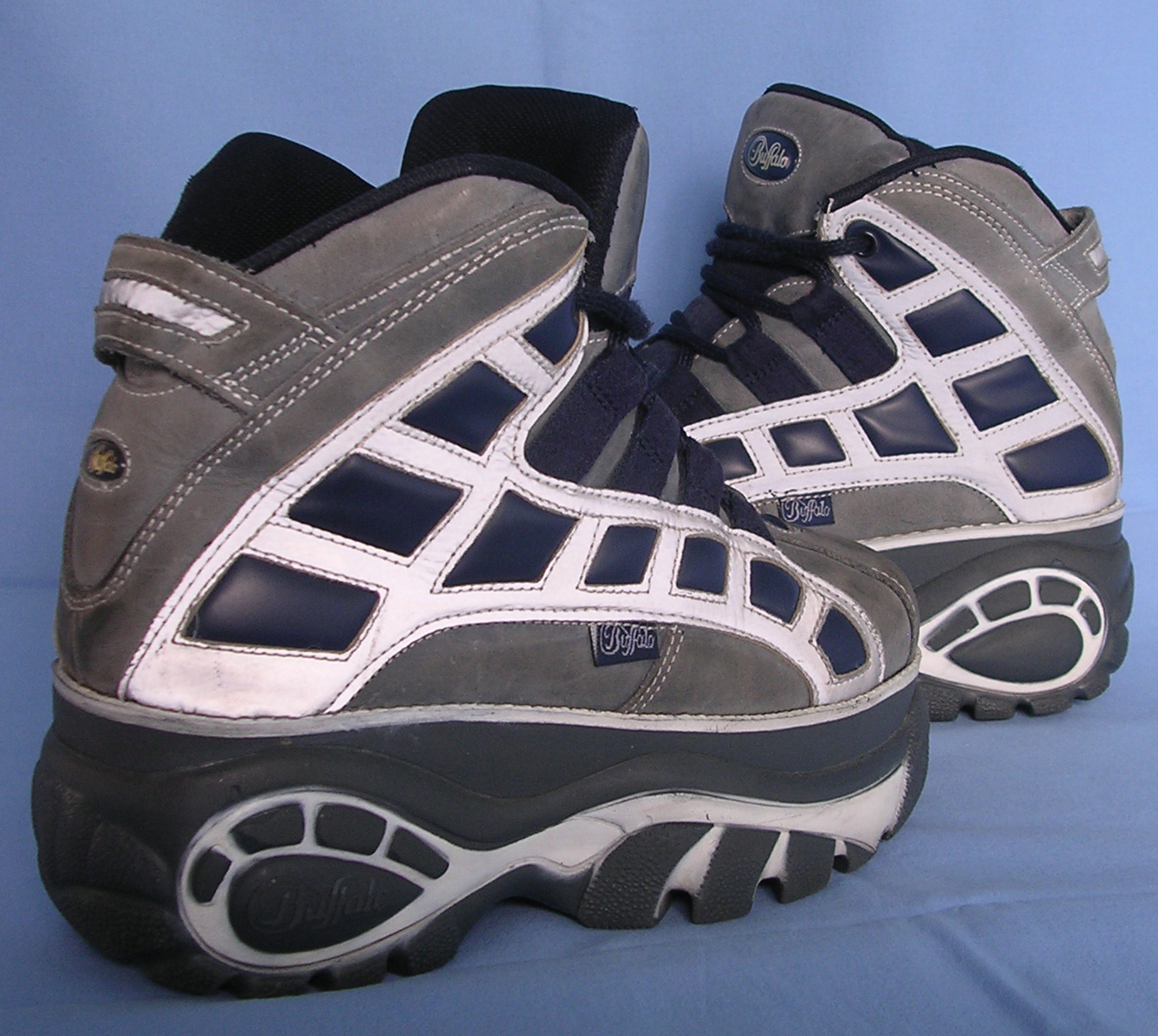
Scarpe Buffalo.

Le Buffalo Boots sono un marchio di scarpe con zeppa di varie altezze, di moda tra gli adolescenti nella seconda metà degli anni 1990.